# Патуксеты

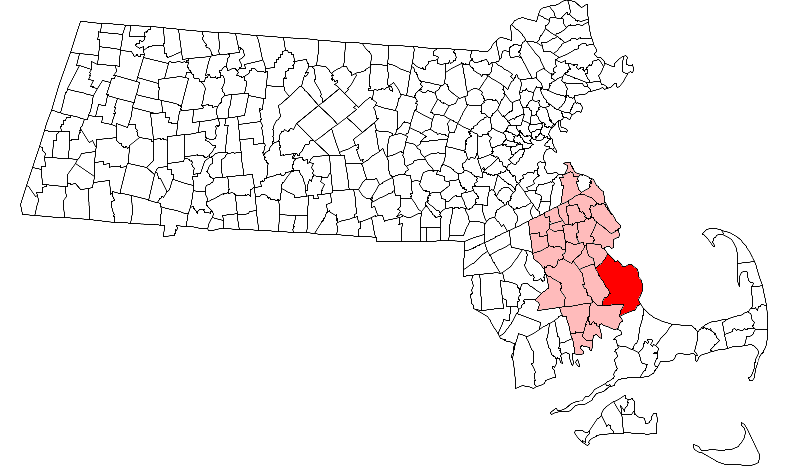
Традиционная территория патуксетов

Патуксеты (англ. Patuxet people) — алгонкиноязычное индейское племя, которое на ранней стадии европейской колонизации Северной Америки населяло юго-восток современного американского штата Массачусетс. Говорили на диалекте массачусетского языка и входили в конфедерацию вампаноагов.

## История
Как и другие алгонкины на юге Новой Англии, патуксеты собирали орехи и травы, выращивали кукурузу, фасоль и тыкву, а также  дополняли своё сельское хозяйство охотой и рыбной ловлей. Летом их деревни были сосредоточены вблизи побережья, где они занимались рыбалкой и добывали моллюсков. После сбора урожая патуксеты перемещались вглубь своей территории и делились на зимние охотничьи лагеря больших семей.
Патуксеты были одним из первых индейских племён, с которыми европейские колонисты столкнулись в регионе. В 1614 году английский мореплаватель Томас Хант похитил 20 патуксетов и продал их в рабство вместе с семью наусетами. Одним из пленников Ханта был патуксет по имени Тисквантум, который со временем стал известен как Сквонто. После того, как Тисквантум вновь обрёл свободу, он оказался в Испании, а позже смог перебраться в Лондон, где прожил несколько лет, работая судостроителем. В Англии он нанялся переводчиком в экспедицию на остров Ньюфаундленд. Оттуда Тисквантум вернулся к себе домой, обнаружив, что пока он отсутствовал, эпидемии убили всех соплеменников в его деревне. В ноябре 1622 года он скончался от лихорадки.
Патуксеты были уничтожены серией эпидемий, которые распространились по юго-восточной части Новой Англии во втором десятилетии XVII века. Евразийские инфекционные заболевания, охватившие Новую Англию и соседние районы Канады между 1614 и 1620 годами, были особенно разрушительными для конфедерации вампаноагов и массачусетов, причём во многих поселениях смертность достигала 100 %. Когда пилигримы прибыли в 1620 году, все патуксеты, кроме Тисквантума, погибли.